# Mychajlo Podoljak
Mychajlo Mychajlovytj Podoljak (ukrainska: Михайло Михайлович Подоляк), född 16 februari 1972 i Lviv, är en ukrainsk journalist och rådgivare till Volodymyr Zelenskyj.
Podoljak växte upp i Kiev och Novovolynsk. Han studerade medicin vid universitetet i Minsk i Belarus. Han arbetade som journalist vid flera olika tidningar i Belarus, men blev utvisad till Ukraina 2004 på grund av sin kritik av regimen.
År 2006 började han arbeta som frilansjournalist för den ukrainska internettidningen Obozrevatel och i december 2011 blev han chefredaktör för denna.
I april 2020 utsågs Podoljak till rågivare till Zelenskyj och informationsansvarig på presidentens kontor.
Podoljak deltog i förhandlingarna mellan länderna[förklaring behövs] under Rysslands invasion av Ukraina 2022.